# Институт Руссо
Институт Руссо (также известен как Академия Женевы) — частная школа в Женеве в Швейцарии.
Основана в 1912 году Эдуаром Клапаредом (1873—1940) для создания научной теории образования.
Новая школа получила имя выдающегося франко-швейцарского философа, писателя и мыслителя эпохи Просвещения Руссо (1712—1778), так как Клапаред относился к Руссо, как к мыслителю, произведшему «Коперниканскую революцию» в образовании и поставившему в центр процесса обучения не учителя, а ребенка.
Основатель института назначил первым директором Пьера Беве (1878—1965), которого рассматривал как успешного учёного и философа.
С 1921 по 1925 год директором института был известный швейцарский психолог Жан Пиаже (1896—1980), вскоре создавший женевскую школу экспериментальной психологии.
Однако, в теоретической области во время работы в институте Пиаже не был столь же успешен.